# ソルベー (小惑星)
ソルベー (7537 Solvay) は、小惑星帯に位置する小惑星。ベルギーの天文学者エリック・エルストがヨーロッパ南天天文台で発見した。
ベルギーの化学者、実業家、エルネスト・ソルベーから命名された。